# Jean Frapat
Jean Frapat est un créateur français de la télévision et de la radio né le 21 avril 1928 à Charenton-le-Pont et mort le 8 octobre 2014 à Plaisir dans les Yvelines.

## Biographie
Jean Frapat est licencié ès lettres et diplômé d’études supérieures (notamment sur le théâtre de Jean Giraudoux).
Il écrit des émissions dramatiques pour la radio, joue dans la Compagnie Grenier-Hussenot.
Pédagogue à la télévision scolaire, il conçoit plusieurs séries d’éveil au sens du théâtre et aux cultures extra-européennes.
Il est chercheur au Service de la recherche de l'ORTF de Pierre Schaeffer à partir de 1965.

## Productions
Producteur artistique et présentateur, il est concepteur des projets de séries :
- 1969, TF1 : Vocations : Les coulisses de l'interview révélées par une caméra cachée. Coauteur et animateur Pierre Dumayet.
- 1970–1975, TF1 : Tac au tac : Les dessinateurs humoristes se font la guerre en dessins (Claire Bretécher[2], Moebius, Hugo Pratt[3]…)
- 1973, TF1 : Boîte à malice : Des familles jouent aux professionnels de la télévision. Animateur : Georges de Caunes.
- 1973, FR3 : Réalité - Fiction : Un metteur en scène (Patrice Chéreau, Pierre Fresnay, Paul Seban, Claude Chabrol…) réalise un film court en respectant à la lettre le texte d’une interview dont il ignore l’origine.
- 1978, TF1 : Les Grandes Personnes : Face à face impromptu entre une personnalité (Olivier Todd, Claire Bretécher…) et un enfant de dix ans.
- 1979-1981, A2 : Les Enthousiastes : Tête-à-tête entre un amateur de peinture et son œuvre préférée (exemple : Léningrad, un aumônier devant le dernier tableau de Rembrandt).
- 1980, TF1 : Grand-mères : Carte blanche à un cinéaste (Guy Olivier, Chantal Akerman, Coline Serreau…) pour le portrait d’une grand-mère de son choix.
- 1980-1981, FR3 : Télétests : Des téléspectateurs sont mis à l’épreuve de leur perception de l’image et du son. Animateur Claude Villers.

Depuis la création de La Sept, Jean Frapat a produit deux reprises :
- 1990 : Graph, reprise actualisée de Tac au tac.
- 1993 : Les Nouvelles Grandes Personnes, confrontant 15 ans plus tard les invités des années 1970.

## Distinctions
Prix de la critique en 1980 : mention « témoigne par ses qualités d’animateur et de concepteur pour l’idée la plus haute que l’on puisse se faire du métier de producteur de télévision ».